# Stuttgarter Kantorei
Die Stuttgarter Kantorei ist ein Chor mit rund 70 semi-professionellen Sängerinnen und Sängern unter der Leitung von Stiftskantor Kay Johannsen, der den Chor 1994 gründete. Die Stuttgarter Kantorei konzertiert vornehmlich in der Stiftskirche Stuttgart u. a. mit der Stiftsphilharmonie Stuttgart und dem Ensemble Stiftsbarock Stuttgart (Barockensemble), veranstaltet von der Stiftsmusik Stuttgart.
Das Repertoire der Kantorei erstreckt sich über Chorsymphonik, Oratorien und A-cappella-Literatur. Ein Schwerpunkt der Arbeit liegt auf Kompositionen des 19. und 20. Jahrhunderts. In den Jahren 2011 bis 2021 wurden mit dem Zyklus Bach:vokal alle geistlichen und weltlichen Vokalwerke von Johann Sebastian Bach zur Aufführung gebracht. Seit 2023 liegt der Schwerpunkt der Kantoreiaufführungen auf den geistlichen Werken Felix Mendelssohn Bartholdys.

## Aufführungen (Auswahl)
- 1999: Axel Ruoff: Oratorien Bergpredigt und Credo – Uraufführungen, Deutscher Evangelischer Kirchentag in Stuttgart (Berlin 2003)
- 2000: Peter Förtig: Sternverdunkelung – Stuttgart und Tübingen
- 2001: Werke von Jong-Sam Kim und Hans Schanderl – Uraufführungen, Festival Europäische Kirchenmusik in Schwäbisch Gmünd
- 2003: Franz Schmidt: Das Buch mit sieben Siegeln – Europäisches Musikfest 2003 mit den Straßburger Philharmonikern
- 2004: Frank Martin: Oratorium Golgotha –  Lucerne Festival 2004, Akademiechor Luzern, Berliner Symphoniker
- 2005: Anton Bruckner: Messe e-Moll, Wolfgang Rihm, Maximum est unum – Luzerner Mozart-Tage 2005
- 2010: Carl Orff: Carmina Burana – Oriental Arts Center Shanghai, Konzertsaal der Verbotenen Stadt Peking[6]
- 2014: Franz Schmidt: Das Buch mit sieben Siegeln – Karfreitagskonzert in der Stiftskirche[7]
- 2017: Kay Johannsen: Credo in Deum – Uraufführung (Auftragswerk zum Reformationsjubiläum 2017)

## Rundfunkmitschnitte
- 2007: Arnold Schönberg: Moderner Psalm, Alexander von Zemlinsky: Psalmen
- 2013: Johannes Brahms: Ein deutsches Requiem
- 2014: Franz Schmidt: Das Buch mit sieben Siegeln

## Fernsehübertragungen
- 2001: Bischofseinführung Ulmer Münster
- 2003: Wiedereinweihung der Stiftskirche Stuttgart
- 2013: Kay Johannsen: In deinem Lichte sehen wir – Uraufführung in der Stiftskirche Stuttgart, Fernsehgottesdienst (ARD) zum Tag der Deutschen Einheit[8][9]
- 2022: Bischofseinführung Stiftskirche Stuttgart

## Auszeichnungen
Beim Deutschen Chorwettbewerb gewann die Stuttgarter Kantorei 2006 in Kiel den 1. Preis und war damit zugleich der beste teilnehmende Chor Baden-Württembergs in allen Kategorien. Schon zuvor wurde die Arbeit der Stuttgarter Kantorei durch Preise bei den Landeschorwettbewerben Baden-Württemberg 1997 (2.), 2001 (2.), 2005 (1.), 2013 (1.), 2016 (1.) und zuletzt 2017 (1.) gewürdigt.

## Diskografie
- Franz Schubert: Messe As-Dur D 678 (Carus-Verlag)[11]
- Chorbuch zum Evangelischen Gesangbuch, Begleit-CD (Carus-Verlag)